# Machlolophus aplonotus
El carbonero carigualdo indio (Machlolophus aplonotus) es una especie de ave paseriforme de la familia Paridae propia del subcontinente indio. Anteriormente se consideraba conespecífico del carbonero carigualdo himalayano (Machlolophus xanthogenys).

## Descripción

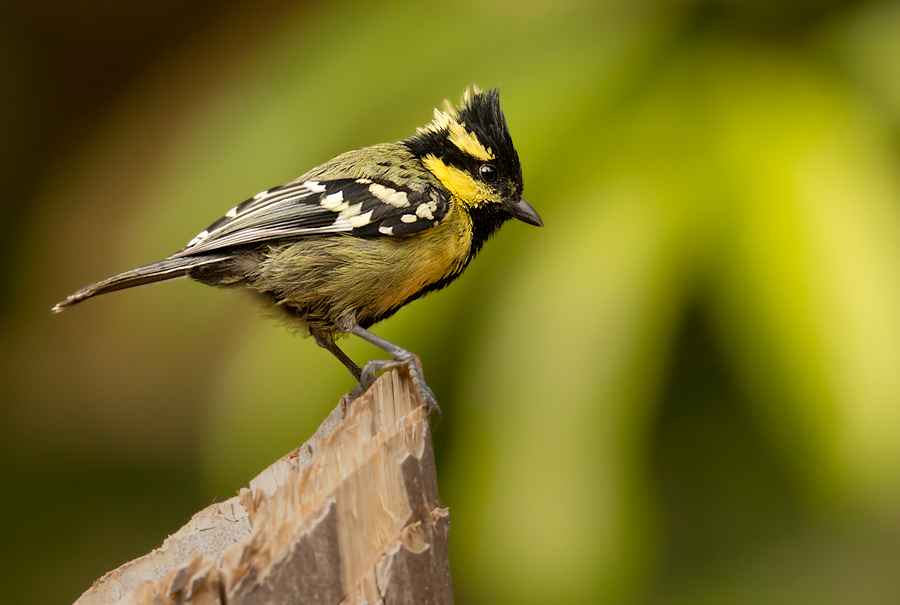
Carbonero carigualdo indio en Dandeli.

Es un pájaro fácil de reconocer en la mayor parte de la India. Mide alrededor de 13 cm. Sus partes inferiores son amarillas con una amplia banda negra (más ancha en los machos) que va de la garganta a la cola. Presenta un gran penacho en su píleo negro, con las puntas amarillas en la parte posterior. También son negros su garganta, nuca, lorum y lista ocular; mientras que sus listas superciliares y mejillas son amarillas. Sus partes superiores son principalmente de color verde oliváceo, aunque sus son alas negras con dos listas blancas o amarillentas.
Las hembras y los juveniles son de tonos amarillos menos intensos que los machos. Además el color amarillo de las partes inferiores es menos intenso en las poblaciones del sur que en las del norte.

## Comportamiento y ecología
Es una especie sedentaria en el subcontinente indio, que no se encuentra en Sri Lanka. Es un pájaro común de los bosques tropicales abiertos. Es un pájaro ágil y activo, que busca insectos y arañas en las copas de los árboles y que a veces también come frutos.
Anida en cavidades de los árboles. Anida en los huecos viejos de los pájaros carpinteros y los barbudos, perfora sus propios agujeros o usa las construcciones humanas. Su puesta típica se compone de 3-5 huevos blancos con motas rojas.

## Taxonomía
El carbonero carigualdo indio anteriormente se clasificaba en el género Parus, y se trasladó al género Machlolophus tras un estudio filogenético publicado en 2013 que mostró que este nuevo género formaba un clado.